# Edward Slattery
Pour les articles homonymes, voir Slattery.
Edward James Slattery, né le 11 août 1940 à Chicago (États-Unis) et mort le 13 septembre 2024, est un évêque américain, le troisième du diocèse de Tulsa dans l'Oklahoma, de 1993 à 2016.

## Biographie
Les quatre grands-parents d'Edward Slattery ont tous émigré d'Irlande. Edward Slattery, second d'une famille de sept enfants, fait ses études à Chicago à l'Université Saint Mary of the Lake qui comporte le séminaire majeur le plus important des États-Unis. Il est ordonné prêtre le 26 avril 1966 par le cardinal John Cody (1907-1982). Il devient alors vicaire dans une paroisse de South Holland, la paroisse Saint-Jude, jusqu'en 1971, tout en poursuivant ses études de théologie à l'Université Loyola de Chicago. Il est vice-président puis président (1976-1994) de la Catholic Church Extension Society, association levant des fonds pour les paroisses pauvres ou isolées des États-Unis. Il est nommé vicaire, puis curé (de 1976 à 1989) d'une paroisse hispanophone du centre-ville, la paroisse Sainte-Rose de Lima.
Edward Slattery est nommé évêque de Tulsa dans l'Oklahoma par Jean-Paul II le 11 novembre 1993 et consacré par le pape lui-même à la basilique Saint-Pierre de Rome, le 6 janvier 1994. Les autres consécrateurs sont le cardinal Giovanni Battista Re et Josip Uhač. 
Devenu troisième évêque du diocèse de Tulsa, qui comporte 56 000 baptisés, Edward Slattery s'attache à défendre les droits des immigrants, critiquant plusieurs fois dans la presse la sévérité de la loi de 1804 (Oklahoma House Bill 1804) et déclarant que si aider les immigrés devenait un délit, il se ferait fort d'« aller en prison ».
Il s'est élevé aussi contre certaines déclarations de Nancy Pelosi et de Joe Biden en faveur de l'avortement. En matière liturgique, il est proche de la « réforme de la réforme » et célèbre souvent ad orientem plutôt que face au peuple.
Edward Slattery laisse la place le 13 mai 2016 à David Konderla au siège de Tulsa.